# Тиншемет
Тиншемет (ивр. תנשמת‎ — «вдыхающий») — не установленное точно животное, упоминающееся в Ветхом Завете (оригинальный текст на библейском иврите) в Лев. 11:18, 30; а также в Втор. 14:16. Там перечисляются пригодные (кошерные) или непригодные к употреблению в пищу для евреев животные.

## Значения
Точное значение термина неизвестно. Комментаторы полагают, что это рептилия: разновидность ящерицы или хамелеона, или животное из породы кротовых.
В русском синодальном переводе Библии (Книга Левит, глава 11) в стихе 30 «тиншемет» упоминается последним в списке из 5 названий. Стих 29 гласит: «Вот что нечисто для вас из животных, пресмыкающихся по земле: крот, мышь, ящерица с её породою»; стих 30: «анака, хамелеон, летаа, хомет и тиншемет»; стих 31: «сии нечисты для вас из всех пресмыкающихся: всякий, кто прикоснется к ним мертвым, нечист будет до вечера». При этом видно, что мышь и крот не являются по современным представлениям пресмыкающимися (в синодальном переводе Библии словом «пресмыкающиеся» обозначалось любое живое существо небольших размеров), но предполагается, что остальные из перечисленных скорее всего пресмыкающиеся. В англоязычной версии Библии короля Якова и в немецкой версии Мартина Лютера крот из 29 заходит в 30 стих и становится на последнее место, в связи с чем тиншемет иногда ассоциируется именно с кротом. Такая же трактовка имеется в «Библейской энциклопедии».

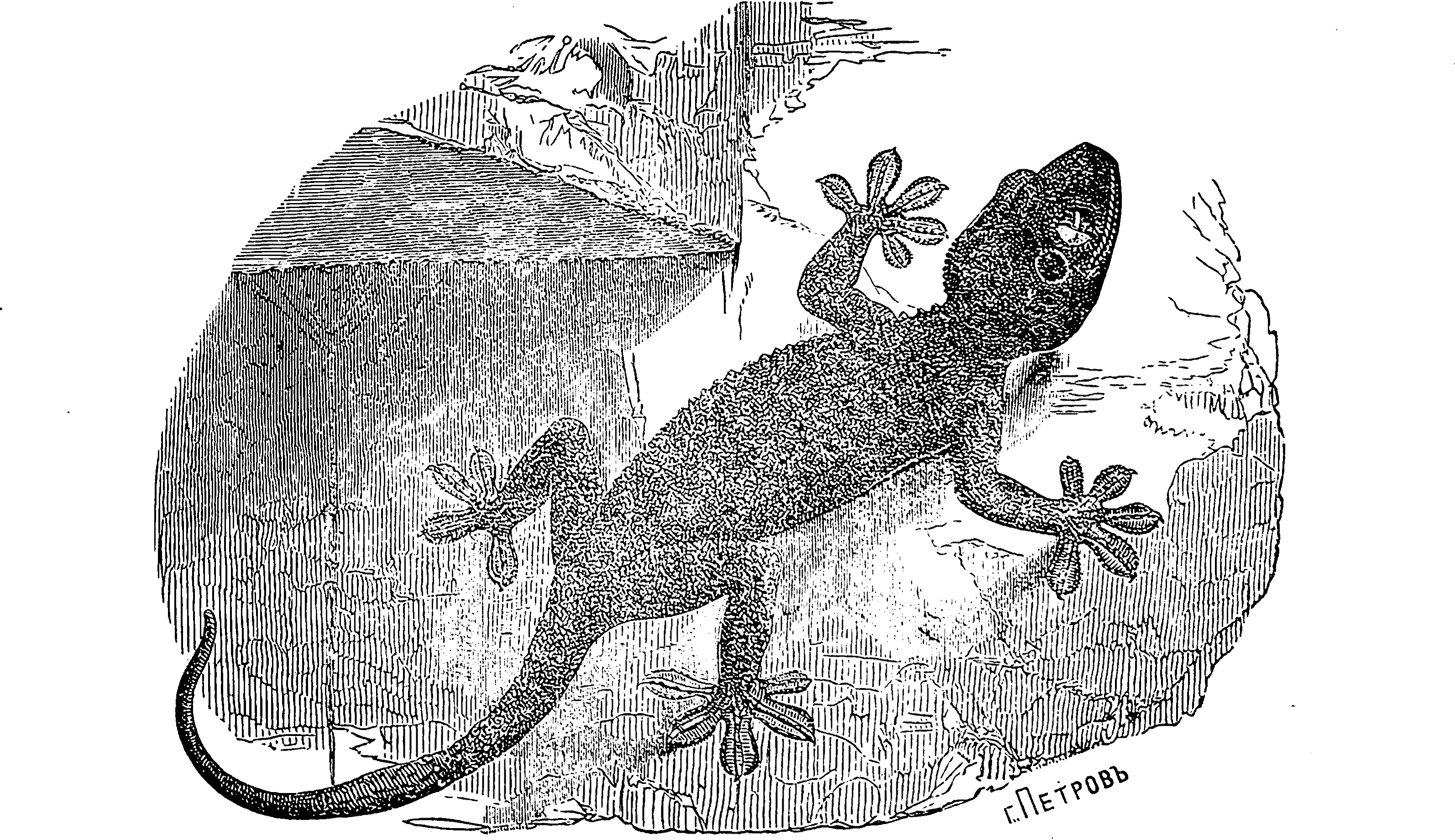
Анака, или ящерица Гекко
(рисунок из «Библейской энциклопедии»)

Неоднозначность имеется и с другими пунктами списка, по-разному расположенными в разных переводах. Так, первая в списке «анака» (евр. «стенание») обычно трактуется как ящерица геккон, способная издавать громкие квакающие звуки и испускать сравнительно токсичную жидкость. Так это слово переведено, например, в Новой Библии короля Джеймса, но в некоторых переводах она становится хорьком, как в Библии короля Якова, или ежом (der Igel, версия Мартина Лютера).
Ситуация осложняется тем, что слово «тиншемет» в оригинальном ивритском тексте, как утверждает ряд источников, присутствует и в стихе 18, где перечислены три птицы. Русский перевод стиха 18: «лебедя, пеликана и сипа». Есть их нельзя; о том, что это именно птицы, говорится во вводном стихе 13: «Из птиц же гнушайтесь сих…», хотя в заключении перечисления в стихе 19 обычно стоит летучая мышь (нетопырь), но в немецком переводе она уходит в начало 18 стиха (die Fledermaus).
В современном иврите последовательность букв «тав-нун-шин-мем-тав», תנשמת, означает, главным образом, сову-сипуху (Tyto alba).

## Переводы стихов 18 и 30 главы 11 Левита
Сравнительная таблица стихов 18 и 30 Левита-11 для разных переводов
| версия/стих                                    | стих 18                                                    | стих 30                                                                                    |
| ---------------------------------------------- | ---------------------------------------------------------- | ------------------------------------------------------------------------------------------ |
| Русский синодальный перевод                    | лебедя, пеликана и сипа,                                   | анака, хамелеон, летаа, хомет и тиншемет,-                                                 |
| Перевод И. Ш. Шифмана                          | и лебедем, и пеликаном, и стервятником,                    | и вара́н, и хамелеон, и ящер, и саламандра.                                                 |
| Английский (King James version)                | And the swan, and the pelican, and the gier eagle,         | And the ferret, and the chameleon, and the lizard, and the snail, and the mole.            |
| Английский (США) (New American Standard Bible) | and the white owl and the pelican and the carrion vulture, | and the gecko, and the crocodile, and the lizard, and the sand reptile, and the chameleon. |
| Английский (New International Version)         | the white owl, the desert owl, the osprey,                 | the gecko, the monitor lizard, the wall lizard, the skink and the chameleon.               |
| Французский (Louis Segond version)             | le cygne, le pélican et le cormoran;                       | le hérisson, la grenouille, la tortue, le limaçon et le caméléon.                          |
| Французский (La Bible de Jerusalem)            | l'ibis, le pélican, le vautour blanc,                      | gecko, koah, letaah, caméléon et tinchamète.                                               |
| Латинский (Nova Vulgata)                       | cycnum et onocrotalum et porphirionem                      | migale et cameleon et stelio ac lacerta et talpa                                           |
| Греческий (Септуагинта)                        | καὶ πορφυρίωνα καὶ πελεκα̃να καὶ κύκνον                     | μυγαλη̃ καὶ χαμαιλέων καὶ καλαβώτης καὶ σαύρα καὶ ἀσπάλαξ                                   |
| Итальянский (La Bibbia)                        | il cigno, il pellicano, la fò laga,                        | il toporagno, la lucertola, il geco, il ramarro, il camaleonte.                            |
| Немецкий (Lutherbibel)                         | die Fledermaus, die Rohrdommel,                            | der Igel, der Molch, die Eidechse, die Blindschleiche und der Maulwurf;                    |
| Датский (Bibelen)                              | Tinsjemetfuglen,Pelikanen, Ådselgribben,                   | Anakaen, Koadyret, Letåen, Homedyret og Tinsjemetdyret.                                    |
| Хорватский (Sveto Pismo)                       | labud, pelikan, droplja;                                   | zidni macaklin, kameleon, daždevnjak, zelembaæ i tinšamet.                                 |

## Толкования
Англоязычная Еврейская энциклопедия говорит о тиншемете в статье «Хамелеон» и поясняет, что именно это значение принято приписывать слову среди иудейских толкователей. По данным этого источника, слово буквально означает «дышатель», «вдыхатель» — от корня נשמ — «дуть», «дышать», что указывает на свойство хамелеонов раздуваться для устрашения противника (в русском, французском и хорватском переводах стиха 30 «хамелеон» идёт параллельно с «тиншеметом»).
В целом в англоязычной Еврейской энциклопедии слово tinshemet упоминается в статьях «Лебедь», «Крот», «Сова», «Ящерица», «Хамелеон» и «Птицы». В статье «Птицы» говорится, что «тиншемет» также встречается во Второзаконии в главе 14, стих 16 (рус.: "и филина, и ибиса, и лебедя, ") и говорится, что «вероятно, это вид совы».
В конце статьи «Хамелеон» Еврейская энциклопедия отмечает, что тиншемета из Левита 11-30 не следует путать с птицей с таким же названием из Левита 11-18. Однако американский ученый-физик еврейского происхождения Джеральд Шрёдер в выпущенной в 1997 году книге «Наука Бога: сочетание научной и библейской мудрости» делает именно это и увязывает тиншемета с археоптериксом — вымершим крылатым позвоночным Юрского периода, сочетавшим в себе признаки птицы и рептилии.